# آی‌ان‌اس ویرات (آر۲۲)
آی‌ان‌اس ویرات (آر۲۲) (به انگلیسی: INS Viraat (R22)) یک کشتی است که طول آن ۲۲۶٫۵ متر (۷۴۳ فوت) می‌باشد. این کشتی در سال ۱۹۵۳ ساخته شد.